# ميلن
ميلن (بالإنجليزية: Millen, Georgia)‏ هي مدينة تقع في مقاطعة جينكينز بولاية جورجيا في الولايات المتحدة. تبلغ مساحة هذه المدينة 9.4 (كم²)، وترتفع عن سطح البحر 51 م، بلغ عدد سكانها 3492 نسمة في عام 2010 حسب إحصاء مكتب تعداد الولايات المتحدة.

## أعلام
- راسيل ديفيس
- كورتني سميث
- ماكس بورنس
- والت جيلمور
- بوب واترس

## وصلات خارجية
- Cities & Counties - Georgia.gov